# ویلداو
ویلداو (به آلمانی: Wildau) یک شهر در آلمان است که در دامه-اشپریوالد واقع شده‌است. ویلداو ۹٬۶۴۲ نفر جمعیت دارد.

## خواهرخوانده
شهرهای تاوف کیرشن (بای مونشن)، Rewal، هوکلهوفن، Salla و لاشبروک خواهرخوانده‌های ویلداو هستند.